# Hymenochaete rigidula
Hymenochaete rigidula är en svampart som beskrevs av Berk. & M.A. Curtis 1868. Hymenochaete rigidula ingår i släktet Hymenochaete och familjen Hymenochaetaceae.   Inga underarter finns listade i Catalogue of Life.